# Massamba Diop
Mor Massamba Diop (nacido en Rufisque el 1 de enero de 2005) es un jugador de baloncesto senegalés que juega de pívot en el Club Baloncesto Gran Canaria II de la Liga LEB Plata española.

## Trayectoria
Nacido en Rufisque, es un pívot formado en las categorías inferiores del Real Madrid Baloncesto con el que llegó a jugar en categoría junior desde 2020 a 2022.
En la temporada 2022-23, con apenas 17 años formó parte del Real Madrid Baloncesto "B" de la Liga EBA. 
El 5 de agosto de 2023, firma por el Club Baloncesto Gran Canaria y sería asignado a su filial de la Liga LEB Plata, con el que promedia 10,4 puntos, 6,7 rebotes y 1,5 tapones por partido.
En junio de 2024, es elegido para disputar el Torneo Adidas Eurocamp de Treviso, en la ciudad deportiva de La Ghirada, en la mencionada localidad italiana.